# Adicella androconifera
Adicella androconifera là một loài Trichoptera trong họ Leptoceridae. Chúng phân bố ở miền Cổ bắc.